# Jevišovice
Jevišovice (en allemand : Jaispitz) est une ville du district de Znojmo, dans la région de Moravie-du-Sud, en République tchèque. Sa population s'élevait à 1 158 habitants en 2021.
Jevišovice est un important site archéologique et le chef-lieu d'une seigneurie médiévale.

## Géographie
Jevišovice se trouve à 16 km au nord-nord-ouest de Znojmo, à 51 km au sud-ouest de Brno et à 166 km au sud-est de Prague.
La ville surplombe le débouché de la Nedveka dans les gorges de la Jevišovka, tracées profondément à travers le plateau de Jevišovice, en Moravie-du-Sud. À l’ouest de la ville, le barrage de Jevišovice contrôle le débit de la Jevišovka.
La commune est limitée par Střelice au nord, par Černín à l'est, par Vevčice au sud-est, par Bojanovice au sud et par Boskovštejn à l'ouest.

## Histoire
De multiples fouilles archéologiques et la mise au jour d'un oppidum par les archéologues Jaroslav Palliardi et František Vildomec témoignent d'une occupation continue du site, du Néolithique au Second âge du fer, dénommée Culture de Jevišovice.
Les premières mentions écrites de la ville remontent à 1289. À cette époque, Jevišovice était un fief de la famille des Kunštát, seigneurs de Zbraslav et d’Obřany. Vers le milieu du XIVe siècle, il était détenu par Boček, baron de cette même dynastie, lequel fit édifier un château fort en rive gauche de la Jevišovka. Au XVe siècle, cette forteresse allait devenir le repaire du chevalier brigand Hynek Jevišovický de Kunštát, surnommé dans le pays le Diable famélique (Suchý Čert), et qui en 1404 s'empara de Znaïm. Avec l'appui de son comparse, Jan Sokol de Lamberg dit le Faucon, le Diable continua jusqu'à sa mort (en 1408) d'écumer tout le pays, de la Moravie au Marchfeld, et parvint à tenir tête aux troupes de l’empereur Sigismond et du duc Albert V envoyées pour l'arrêter.
Sous le règne de ses fils, Sezema Zajímač, Boček et Jan « Dürrteufel », le château fort devint une place forte hussite. Finalement, le duc Albert V parvint à s'en emparer en 1421 et le fit raser. Les Hussites parvinrent cependant à conserver Jevišovice jusqu'en 1431. En 1448, le château est décrit comme une ruine.
Dès 1432, on commença d'édifier un nouveau château de l'autre côté de la vallée, qui fut parachevé au XVIe siècle dans le style Renaissance.
En 1587, le fief revint à Charles II de Münsterberg, puis en 1619 le général Henri de Dampierre (1580-1620) s'en empara. Une brasserie vit le jour en 1628. En 1647, avec la mort de Charles-Frédéric de Münsterberg-Œls s'éteignait la branche Münsterberg de la lignée des princes Poděbrady, si bien que l'héritage passa à Silvius Nemrod de Wurtemberg. Ce dernier restitua ces terres à l’empereur Ferdinand III pour pouvoir conserver le duché d'Oels. En 1649, l'empereur gratifia le général Jean-Louis Raduit de Souches de cette seigneurie, à laquelle vinrent s'ajouter en 1665 celles de Hostim et de Boskovštejn, puis en 1679 celle de Plaveč. À sa mort en 1682, c'est son fils cadet, Charles-Louis de Souches (†1736), qui hérita de Jevišovice, tandis que l'aîné Jean-Louis (†1720), frappé de crétinisme, héritait des fiefs d'Hostim, Boskovštejn et Plaveč. En 1685 l'héritage passa sous le régime de l’indivision, si bien que lorsque Jean-Louis mourut, l'ensemble des terres demeura dans la famille ; mais en 1721, Konstantin Karl Joseph vom Gatterburg parvenait à racheter les terres d'Hostim et de Boskovštejn.
Au XVIIIe siècle, le père Procopius Divisch fut des habitués du château, et y aurait eu une aventure amoureuse. La lignée morave de la famille de Souches s'éteignit en 1736, et l'héritage passa à Marie-Wilhelmine de Souches, qui vendit ses domaines à son époux, le comte Jean Népomucène Ugarte. Les comtes Ugarte conservèrent Jevišovice jusqu'en 1879, date de la mort du comte Maximilien Ugarte : alors, ses sœurs, Gabriela Lovatelli et Anna Baltazzi, se partagèrent l'héritage. Dans le jardin d'acclimatation, le comte Karl Lovatelli remplaça le pavillon de chasse baroque par le Neues Schloss néogothique de Jevišovice.
Le barrage de la Jevišovka fut construit entre 1894 et 1897 : cet ouvrage d'art, conçus par des ingénieurs italiens, était le premier barrage en maçonnerie de Moravie.

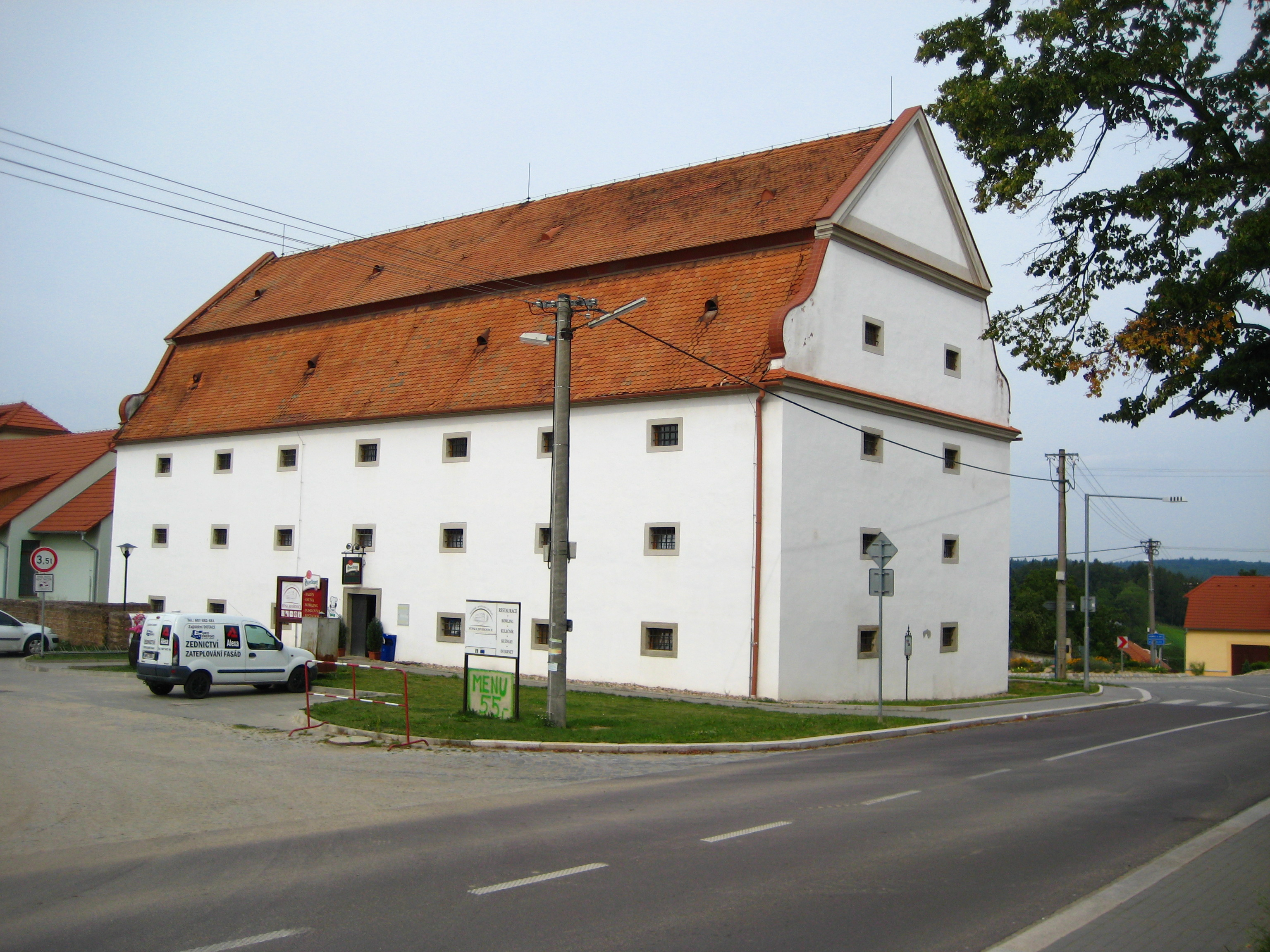
Ancienne halle.
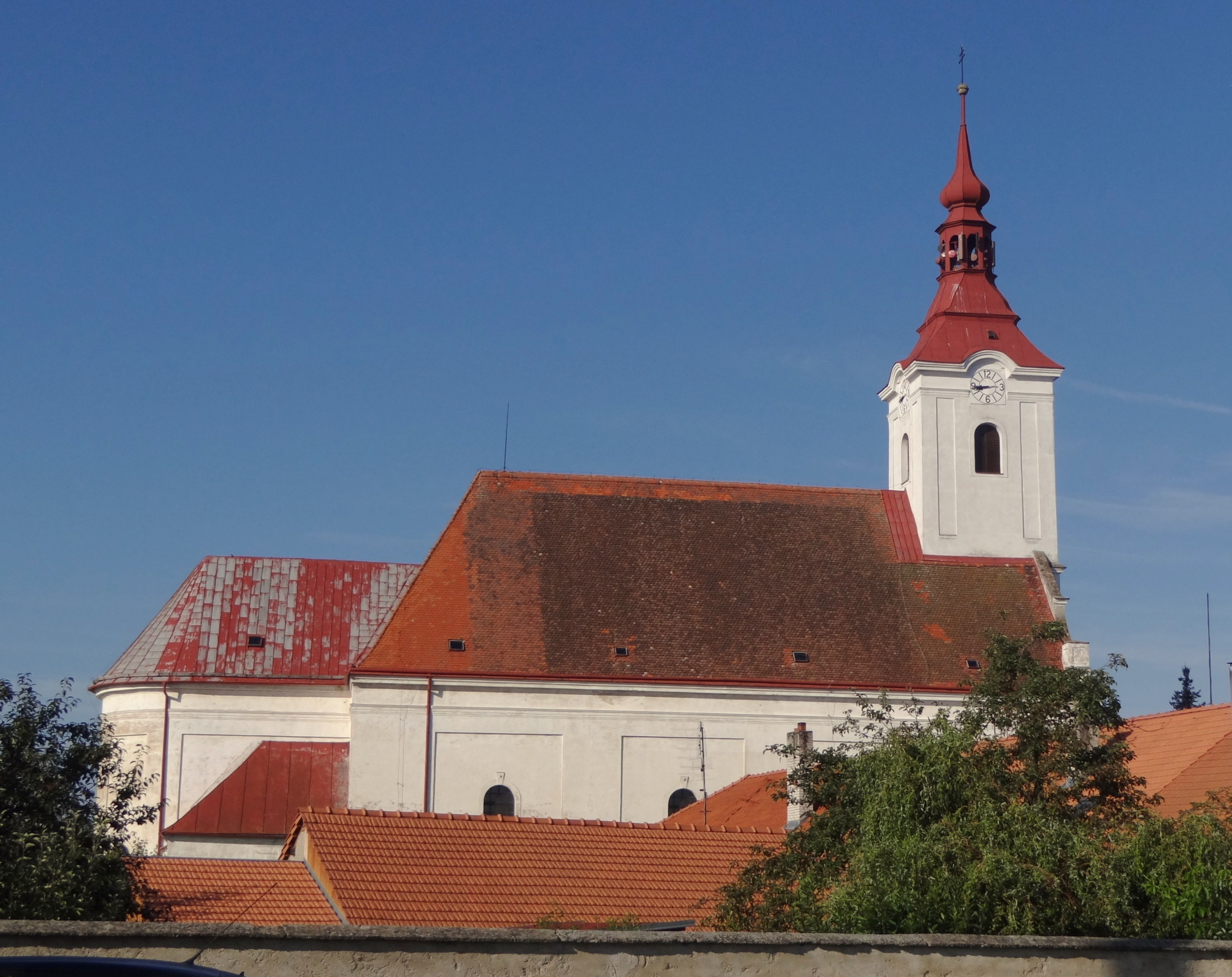
L'église Saint-Joseph.
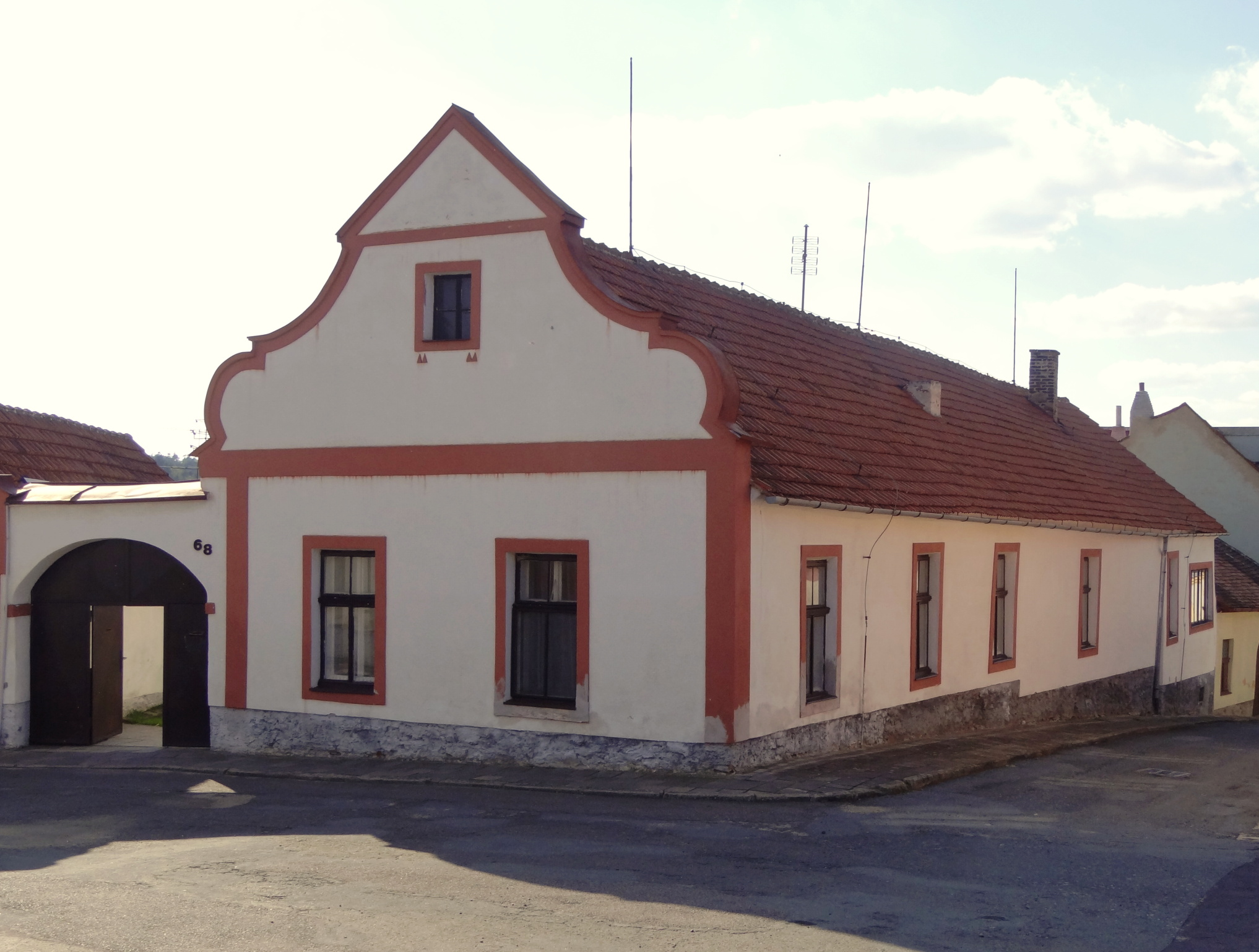
Maison de style baroque.

En 1897, Anna Baltazzi, cohéritière du vieux château, vendit sa part à un banquier viennois, le baron Robert Biedermann von Turony, lequel parvint à acquérir l'autre moitié de l'édifice la même année. En 1916, c'est un industriel viennois, Wilhelm Offenheim, qui rachetait les deux châteaux ; de 1932 à 1945, ils furent propriété de la famille Larisch-Mönnich.
La ville comptait 1 200 habitants en 1921. Le centre-ville de Jevišovice a été classé centre historique en 1990. La commune a le statut de ville depuis le 23 janvier 2007.

## Patrimoine
- Ancien château de style Renaissance (Altes Schloss) de Jevišovice

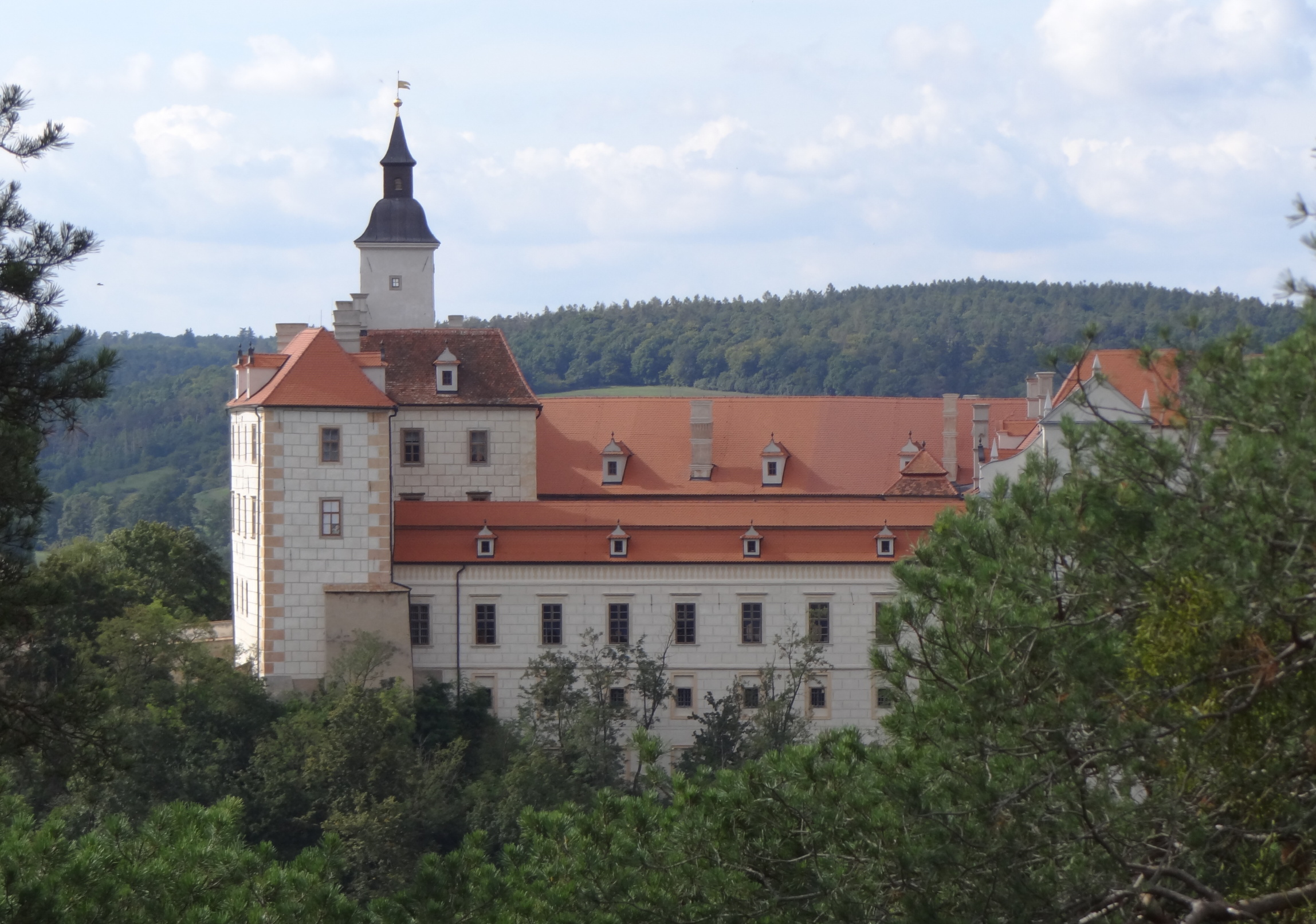
Vue d'ensemble du vieux château.
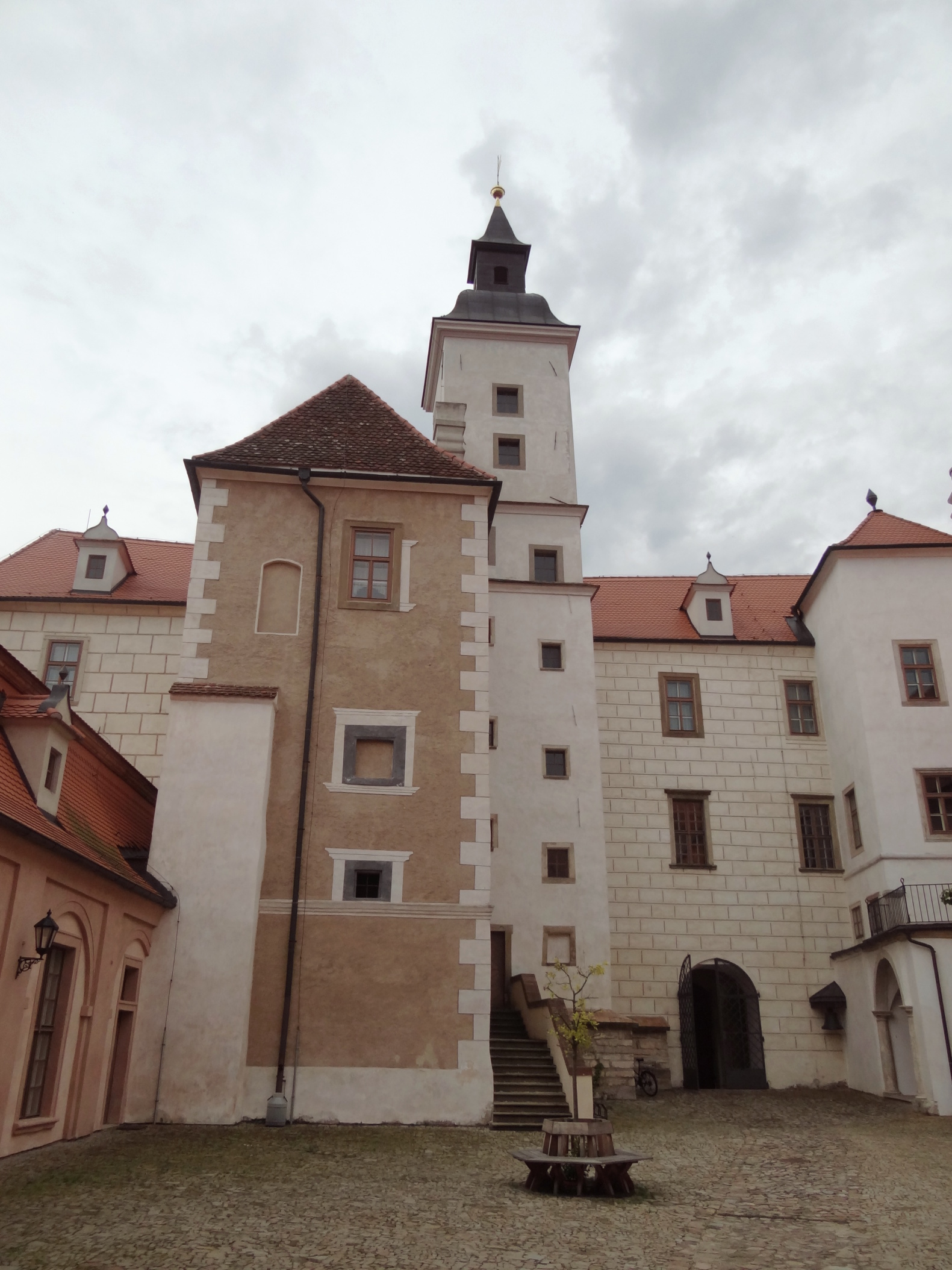
La cour.
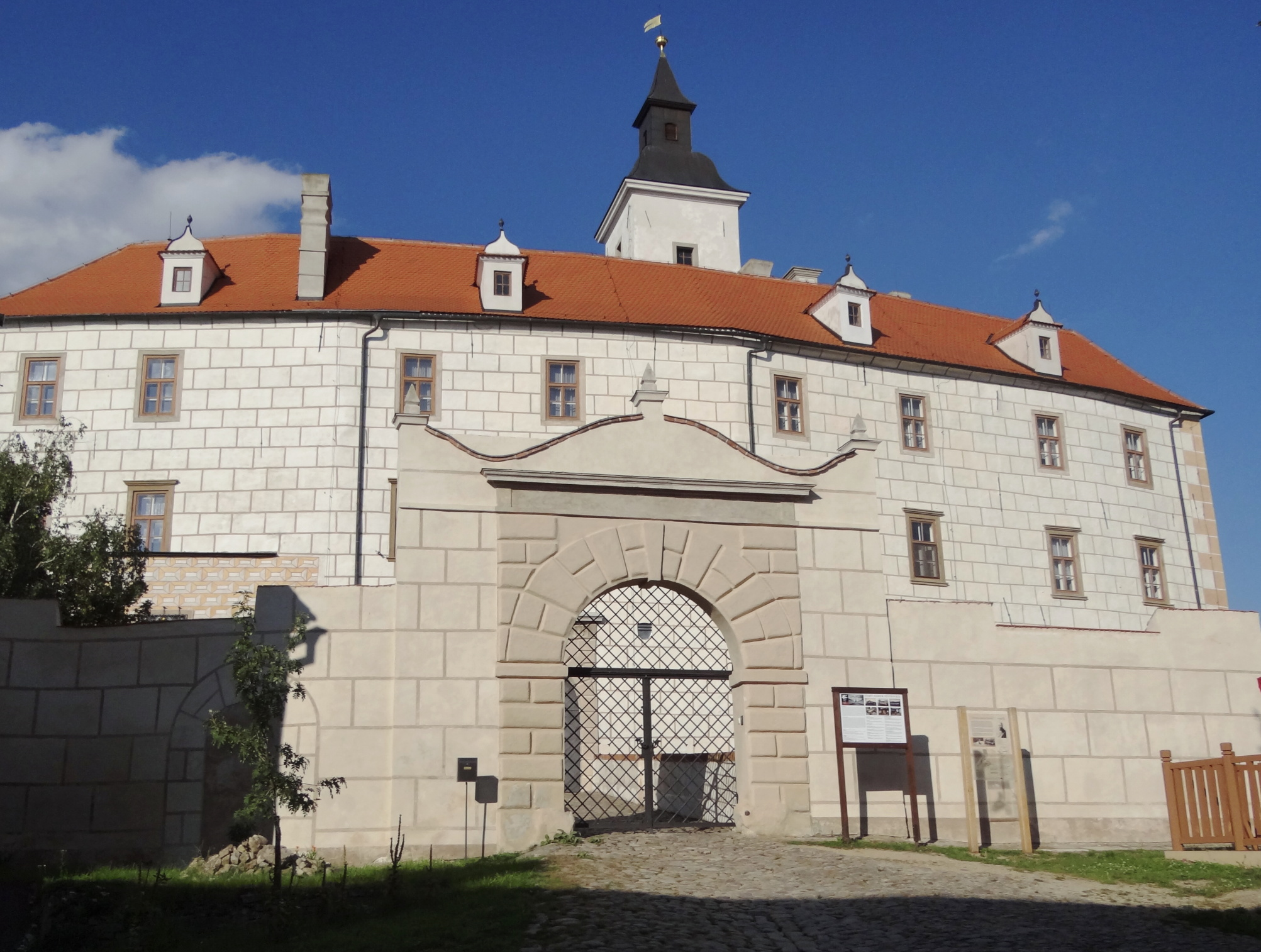
La Façade et l'entrée.

- Nouveau château de style néogothique (Neues Schloss) de Jevišovice (1879), avec ses jardins anglais

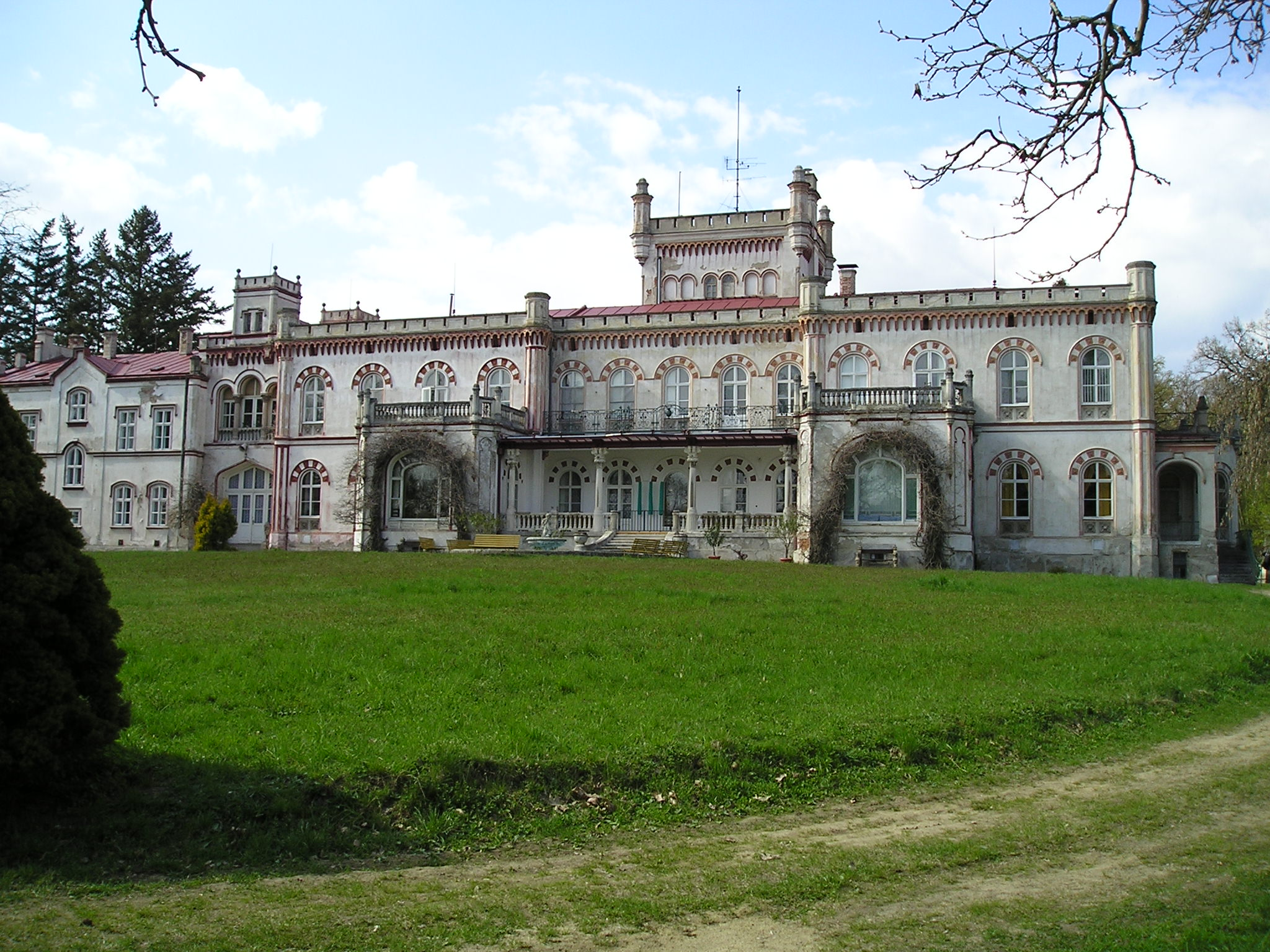
Façade du nouveau château.
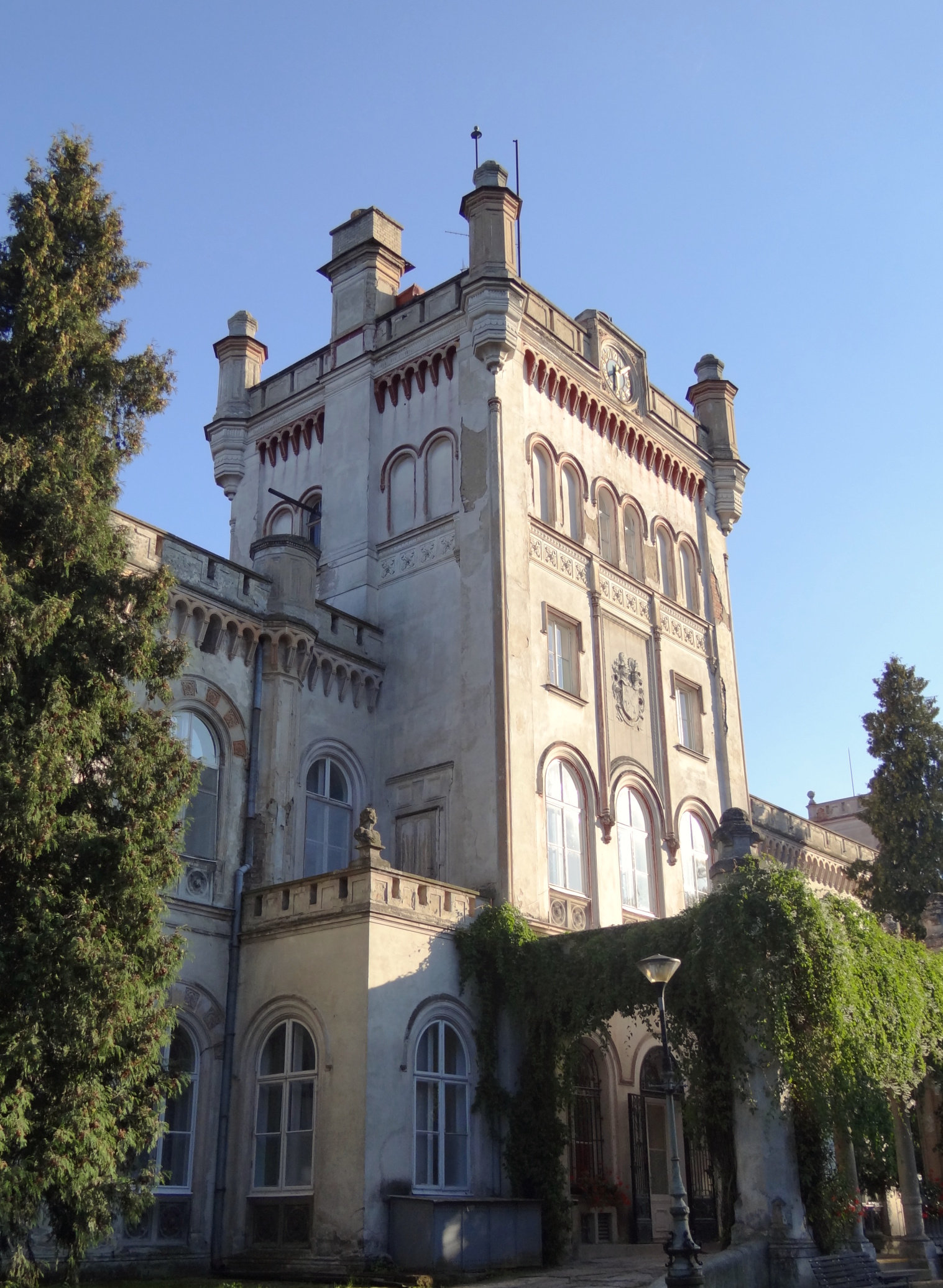
L'entrée.

- Mémorial de la colline Žalov (1924)
- Les ruines du château fort
- Chapelle des comtes Ugarte
- Église Saint-Joseph (1830), avec son orgue Anton Richter de Brünn (1748)
- La halle de style baroque, qui sert aujourd'hui de centre culturel et sportif
- Les statues de Saint-Florian et Jean Népomucène
- Le prieuré
- La fontaine du marché
- Le barrage de Jevišovice

## Transports
Par la route, Jevišovice se trouve à 17,5 km de Znojmo, à 76 km de Brno et à 196 km de Prague.

## Source
- (de) Cet article est partiellement ou en totalité issu de l’article de Wikipédia en allemand intitulé « Jevišovice » (voir la liste des auteurs).

## Voir également
- (de) Histoire de la seigneurie de Jevišovice
- (cs) Site municipal : histoire de la commune